# 崔鄲
崔鄲（780年—850年8月31日），字晉封，貝州武城縣（今河北省衡水市故城縣）人，唐朝官員，在唐文宗、唐武宗兄弟年間担任宰相。

## 家庭背景
崔鄲出自清河崔氏定著六房之一的清河小房，曾祖崔综，醴泉县令，赠吏部侍郎；祖父崔佶曾任太子中允，赠左仆射；父亲崔陲任检校吏部郎中兼御史中丞，赠太师。母夫人姑臧李氏，赠秦国太夫人。
崔鄲至少有七个兄弟：哥哥崔邠、崔酆、崔郾、崔郇、崔邯、崔鄯，弟弟崔鄜。在众兄弟中，崔邠最为知名，事迹在《旧唐书》《新唐书》中有大量记载；除崔邯、崔鄜外，崔氏六兄弟都在唐朝政府中身居高位。

## 拜相前
贞元十九年（803年），崔郸中进士。调补秘书省正字，再调以书判入高等，授渭南县尉。浙西观察使李翛辟崔郸为观察推官，授监察里行，旋征入朝。拜正监察御史，转左补阙，迁起居舍人，改司勳员外郎、刑部郎中。元和十五年（820年）六月，他曾因宗庙事务被罚一季俸料，削两阶。前宰相杜元穎为西川节度使，请崔郸为自己效力，崔郸被诏授检校司勋郎中兼御史中丞，仍赐金紫。后徵为兵部郎中，转考功郎中。唐文宗好文，崔郸因能作文且见识广，被充翰林学士，加知制诰，拜中书舍人，依前充学士，且文宗认为他有宰相器。崔郸不想久居要职，屡次上疏请辞，大和六年（832年），罢翰林学士。文宗出其守本官，不久改工部侍郎，充集贤殿学士、判院事。七年（833年）九月，以中书舍人为监内官考使。八年（834年）十二月，拜礼部侍郎。
九年（835年），改兵部侍郎。甘露之变后，大臣多躲在家，崔郸却不顾子弟劝谏，坚持上朝，时公卿上朝的只有三四人。开成元年（836年）春，知吏部选事。四月，文宗召崔郸和尚书右丞知铨事郑肃商议选官标准时，向崔鄲询问他是如何处理不合格的候选人的。崔鄲说他会把这些人送到边疆任职，文宗不赞同，认为这是苦了边疆的百姓。但他仍然在当年任命崔鄲为吏部侍郎。二年（837年）十一月，崔鄲离开长安，任宣歙觀察使、宣州刺史，兼御史大夫。当月，奏溧阳县百姓陈埏五代同爨，请免赋税，获准。三年（838年）十二月，奏请旌表陈埏门闾，获准。当时茶法还由地方掌管，地方茶业的生产还是由州县严格控制，从事茶叶生产的茶户必须在地方官府规定的茶园制作茶叶，茶法实行专卖制度，官府不再收购茶户的茶叶，而是向茶户发放公帖，茶户取得公帖后才可以出售茶叶。一些百姓由于没有公帖而私下出售少量茶叶遭到官府的严惩，而参与缉拿百姓的官吏则得到奖赏。地方长官以下都从税收方面的盈余中得利，长官甚至将二千万钱茶税收入私囊。崔郸到任后不受贿，四年（839年）二月，放松禁令，编户心安。他建议徵收茶户两税时还徵缴茶税，未获准。同年，他又被召回长安，任太常卿。很多人拥辕遮路望着他，哭喊说：父母走了！我们不知道依靠谁了。

## 拜相
当年七月二十五日，崔鄲以太中大夫、守太常卿、上柱国、赐紫金鱼袋守本官，授同中書門下平章事，为实质宰相。随后他又任中書侍郎，授銀青光祿大夫荣衔，监修国史，五年（840年）二月复兼礼部尚书，依前平章中书修史。同年，文宗驾崩，弟唐武宗继位，宰相杨嗣复、李珏被罢撤，李德裕被任命为首席宰相，而崔鄲的宰相地位不变，仍以本官同平章事。会昌元年（841年），武宗认定杨嗣复、李珏不希望自己继位，想处决他们。李德裕在杜悰建议下，和崔鄲及其他宰相陈夷行、崔珙一同介入，武宗饶过了杨嗣复、李珏的性命，改为流放到距京城很远的地方。

## 拜相后
李德裕忌惮崔郸正直且受宠，崔郸因而乞求去职，十一月，罢相离京，任剑南西川节度使、检校吏部尚书、平章事。人们都可惜他去职，而权臣则更横行。崔郸治蜀，政令明具，宽而有制，仁而必断。当时西川的税法只征缗钱，百姓甚至废业以供赋。崔郸请求改变，允许征用货物，蜀人受益，作歌谣歌颂。吐蕃、南诏也敬畏不敢窥境。又废止前任李固言广置的淫祠，诛杀流放巫者。武宗的叔父唐宣宗继位后，因他累次上表请求面圣，征为检校尚书右仆射，不久又以他检校司空，充淮南节度使，均仍同中书门下平章事。淮南大治。卒于淮南任上。根据墓志铭，崔郸官终淮南节度副大使知节度事、管内营田观察处置等使、金紫光禄大夫、检校司空、兼扬州大都督府长史、御史大夫、上柱国、清河郡开国公，食邑二千户。赠司徒。
宣宗曾叹崔郸家门孝友，可为士族之法。

## 评价
- 砺波护认为崔郸是李党[24]。

## 妻兒

### 夫人
- 范陽盧氏，宣城縣尉盧逷第二女，卒於元和十五年（820年）

### 子女
- 崔璞，嗣子，左拾遺，妻子隴西李氏，宰相李揆曾孫女，李元賓之女[25]
- 崔氏，嫁范陽盧滔，早亡
- 崔璬，曾任京兆府武功縣尉[1]